# 山崎貞一
山崎 貞一（やまざき ていいち、1909年（明治42年）8月5日 - 1998年（平成10年）11月20日）は、静岡県榛原郡相良町福岡（現在の牧之原市福岡）出身の科学者・実業家。
東京電気化学工業株式会社（現TDK株式会社）社長・会長・顧問などを歴任。フェライトコアの工業化や、研究者・技術者の育成と科学技術の発展に貢献した。藍綬褒章・勲二等瑞宝章を受章し、山崎自然科学教育振興会の創立にも尽くした。

## 経歴
- 1909年（明治42年）8月5日 - 静岡県榛原郡相良町福岡（現在の牧之原市福岡）に生まれる。実家は八百屋「近江屋」。
- 旧制榛原中学校を卒業。
- 旧制静岡高等学校を卒業。
- 1935年（昭和10年）3月 - 東京工業大学（旧制）電気化学科を卒業して電気化学科の研究助手に就任。
- 1938年（昭和13年）10月 - 東京電気化学工業（現TDK）株式会社に入社。蒲田工場長を歴任。
- 1940年（昭和15年）5月 - 東京電気化学工業常務取締役に就任。
- 1946年（昭和21年）2月 - 37歳で東京電気化学工業代表取締役社長に就任（創立者である齋藤憲三の後任）。
- 1969年（昭和44年）1月 - 東京電気化学工業代表取締役会長に就任。
- 1998年（平成10年）11月20日 - 死去。享年89。

## 受賞・受章
- 1943年（昭和18年）10月 - 従七位に叙せられる[1]。
- 1956年（昭和31年）4月 - 電気化学協会棚橋賞[1]。
- 1960年（昭和35年）8月 - 紺綬褒章[1]。
- 1960年（昭和35年）10月 - 科学技術庁長官表彰[1]。
- 1961年（昭和36年）12月 - 藍綬褒章を受章[1]。
- 1966年（昭和41年）11月 - 仁賀保町顕彰[1]。
- 1970年（昭和45年）5月 - 粉体粉末冶金協会功労賞[1]。
- 1972年（昭和47年）11月 - 加藤科学振興会加藤記念賞[1]。
- 1973年（昭和48年）11月 - 秋田県文化功労章[1]。
- 1979年（昭和54年）11月 - 勲二等瑞宝章を受章[1]。
- 1988年（昭和63年）3月 - 仁賀保町名誉町民[1]。
- 1989年（平成元年） - 秋田県名誉県民[1]。

## 在職
- 1979年（昭和54年） - 電気化学協会 会長[2]。
- 1984年（昭和59年）8月1日 - 財団法人材料科学技術振興財団の設立と共に初代理事長に就任。また、科学技術庁参与に就任。
- 1988年（昭和63年） - 社団法人蔵前工業会理事長[3]。
- 新技術開発事業団 理事・参与。
- 財団法人東京工業大学後援会 常務理事。
- 日本電子工業振興会 監事・理事。
- 社団法人経済団体連合会 評議員・理事。
- 財団法人加藤科学振興会 理事長。
- 財団法人斎藤憲三顕彰会 理事長。
- 財団法人山崎自然科学教育振興会 理事。
- 財団法人防衛大学校学術教育振興会 常務理事。
- 財団法人由利学生東京寮 常務理事。

## 山崎貞一賞
山崎貞一賞は、科学技術水準の向上とその普及啓発に寄与することを目的とし、また、初代理事長を務めた山崎貞一の科学技術および産業の発展に対する功績、人材の育成に対しての貢献を記念して創設された賞である。対象は、財団の寄付行為第4条の事業内容に対応した「材料」、「半導体及び半導体装置」、「計測評価」、「バイオサイエンス・バイオテクノロジー」の4分野からなり、論文の発表、特許の取得、方法・技術の開発等を通じて、実用化につながる優れた創造的業績をあげている者としている。